# کاروانسرای گانو
کاروانسرای گانو مربوط به احتمالاً دوره صفوی است و در شهرستان دامغان، ۳۳ کیلومتری شمال غرب کاروانسرای قوشه واقع شده و این اثر در تاریخ ۱۶ آبان ۱۳۷۹ با شمارهٔ ثبت ۲۸۴۸ به‌عنوان یکی از آثار ملی ایران به ثبت رسیده است.